# اولوانو سول توسچیانو
اولوانو سول توسچیانو (به ایتالیایی: Olevano sul Tusciano) یک کومونه در ایتالیا است که در استان سالرنو واقع شده‌است. اولوانو سول توسچیانو ۲۶ کیلومتر مربع مساحت و ۶٬۹۴۶ نفر جمعیت دارد و ۲۲۰ متر بالاتر از سطح دریا واقع شده‌است.

## خواهرخوانده
شهر ویلمینگتون، دلاور خواهرخواندهٔ اولوانو سول توسچیانو هست.